# Cổ Triều Tiên
Cổ Triều Tiên là tên gọi cho một quốc gia quân chủ cổ đại và đầu tiên của người Triều Tiên tại trên Bán đảo Triều Tiên xuất hiện vào khoảng thế kỷ 5 TCN trên địa bàn lưu vực sông Liêu - Đông Bắc Trung Quốc và Tây Bắc bán đảo Triều Tiên. Các nước này là Đàn Quân Triều Tiên, Cơ Tử Triều Tiên và Vệ Mãn Triều Tiên, tương ứng với 3 thời kỳ riêng biệt nối tiếp nhau. Hai thời kỳ đầu được nhắc đến trong truyền thuyết, song chưa có bằng chứng khoa học lịch sử nào khẳng định. Giữa các học giả còn nhiều bất đồng về khái niệm Cổ Triều Tiên. Tam quốc di sự, một tài liệu thời Cao Ly thế kỷ 13 ghi chép các truyền thuyết của dân tộc Triều Tiên đã dùng từ "Cổ Triều Tiên" để chỉ thời kỳ Cơ Tử Triều Tiên và thời kỳ Vệ Mãn Triều Tiên. Ngày nay, ở Hàn Quốc và Cộng hòa Dân chủ Nhân dân Triều Tiên, cách gọi Cổ Triều Tiên để chỉ thời kỳ Đàn Quân Triều Tiên phổ biến hơn.

## Hình thành
Cổ Triều Tiên xuất hiện vào khoảng thế kỉ 5 TCN trên địa bàn lưu vực sông Liêu - Đông Bắc Trung Quốc và Tây Bắc bán đảo Triều Tiên.Cuối thế kỉ 3 TCN, vua nước Cổ Triều Tiên là Phủ lên ngôi, tiếp đó con trai là Chuẩn lên ngôi. Ở thời Chuẩn, cư dân các nước Tề, Yên, Triệu không chịu nổi ách thống trị nhà Tần đã chạy sang Triều Tiên. Họ đã cư trú lưu vong bên miền Tây nước Cổ Triều Tiên.
Ở Cổ Triều Tiên, dưới vua có các chức quan như Tướng quốc, Đại phu, Bác sĩ, Tướng quân, có đội quân khá đông đảo tới mấy vạn người, đã từng đánh nhau với nước Yên của Trung Quốc.
Nước Cổ Triều Tiên có bộ luật 8 điều gồm một số điều sau:
- Giết người bị tử hình.
- Làm người khác bị thương phải đền bằng thóc.
- Phạm tội trộm cắp bị biến thành nô lệ, muốn thoát khỏi thân phận nô lệ phải chuộc bằng khoản tiền lớn.

## Tan rã
Đầu thế kỉ 2 TCN, quý tộc nước Yên là Vệ Mãn đem 1 000 người chạy sang cư trú ở miền Tây Cổ Triều Tiên. Vệ Mãn không ngừng chuẩn bị lực lượng. Vào năm 194 TCN, Vệ Mãn tấn công Vương Hiểm thành, lật đổ Chuẩn, lên làm vua Cổ Triều Tiên lập ra Vệ Mãn Triều Tiên.
Chuẩn chạy xuống nước Thìn Quốc và xây dựng tại đây một nước nhỏ phụ thuộc vào Thìn Quốc, tự xưng là Hàn Vương. Sau khi Chuẩn chết, nước này sáp nhập vào Thìn Quốc.
Năm 108 TCN, Hán Vũ Đế của Nhà Hán Trung Quốc đem quân xâm lược Cổ Triều Tiên, đặt ách thống trị và chia nước này thành 4 quận là Lạc Lãng, Chân Phiên, Huyền Thổ và Lâm Đồn.
Đến năm 82 TCN, nhân dân các dân tộc Triều Tiên nổi dậy đấu tranh giành lại độc lập, buộc quân Hán rút khỏi 3 quận, nhà Hán chỉ còn khống chế được một số khu vực của Lạc Lãng.

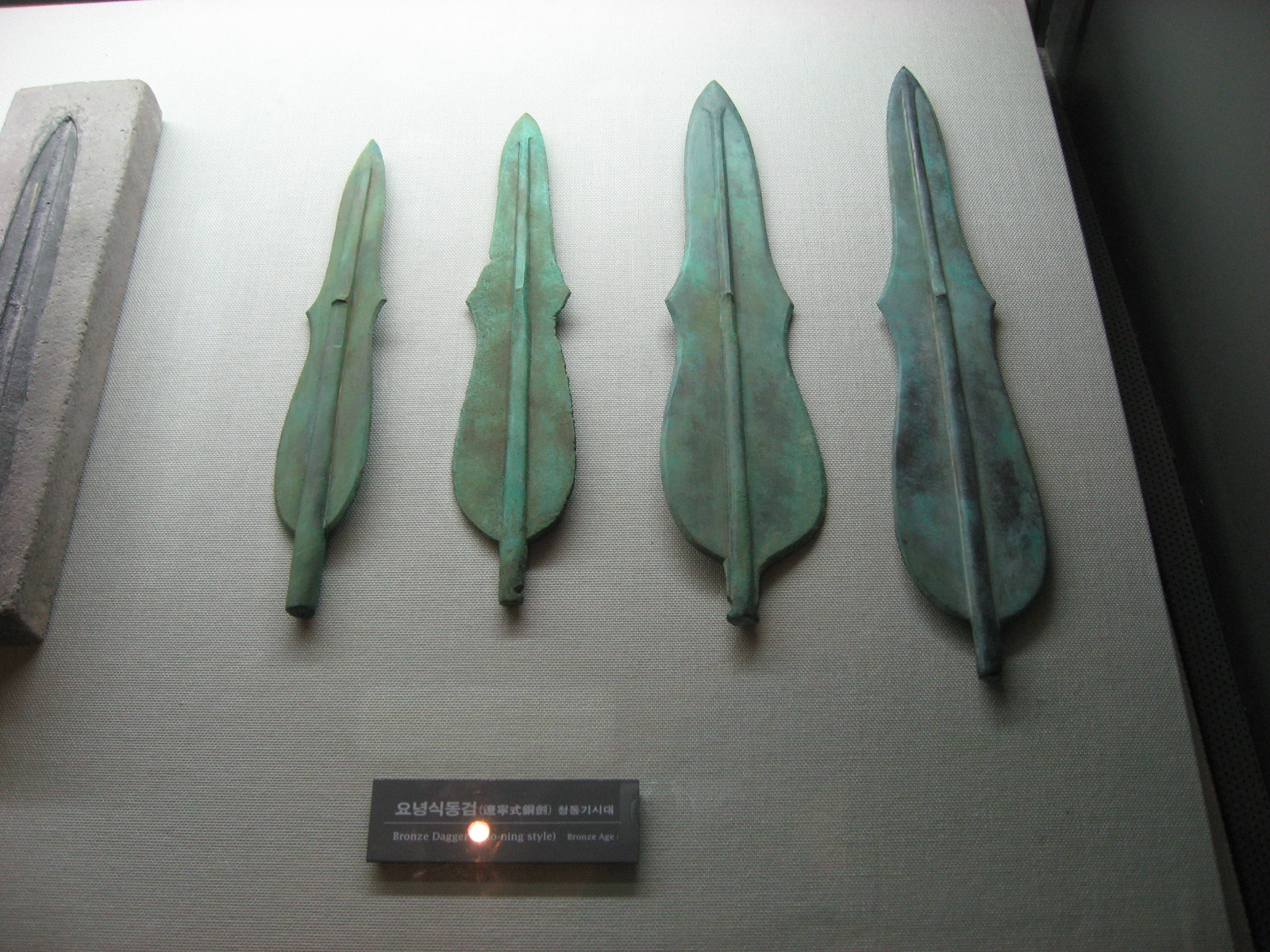
Mũi giáo đồng và khuôn đúc được cho là của Cổ Triều Tiên